# Sebastian Grabowski (informatyk)
Sebastian Grabowski – polski ekspert i menedżer specjalizujący się w dziedzinie Inteligentne Miasto, innowacji miejskich oraz technologii Internetu Rzeczy (IoT).

## Wykształcenie
Sebastian Grabowski jest absolwentem Wydziału Elektroniki i Telekomunikacji Politechniki Koszalińskiej, Wydziału Zarządzania Uniwersytetu Warszawskiego oraz Szkoły Wyższej Psychologii Społecznej w Warszawie. Doktorat uzyskał na Wydziale Dziennikarstwa, Informacji i Bibliologii Uniwersytetu Warszawskiego.
Jego praca badawcza koncentruje się na otwartych ekosystemach informacyjnych, otwartych danych oraz interakcjach użytkowników sieci telekomunikacyjnych i internetu.

## Kariera zawodowa
Od ponad 20 lat związany z branżą teleinformatyczną. Pełnił szereg funkcji kierowniczych, między innymi kierował Centrum Badawczo-Rozwojowym Orange Polska oraz zarządzał biznesem IoT, Smart City i M2M na rynku B2B Orange.
Pracuje jako niezależny konsultant IoT/Industry 4.0/Smart City na świecie.

## Działalność społeczna i ekspercka
Jest Prezesem Zarządu Fundacji ArchitectsPL, promującej otwartość i nowe technologie w polskich miastach. Fundacja współpracowała z samorządami Polski i Litwy, m.in. przy ustanowieniu Rekordu Guinnessa w 2019 roku.
ArchitectsPL utrzymuje i rozwija platformy otwartych danych w 43 miastach w Polsce, w tym w Sopocie.
Pełni funkcję eksperta ds. Smart City w Polskiej Izbie Informatyki i Telekomunikacji oraz jest członkiem Rady Programowej Instytutu Industry 4.0 przy Szkole Biznesu Politechniki Warszawskiej.
Wykładowca Studiów EDBA (Executive Doctor of Business Administration) w Instytucie Nauk Ekonomicznych PAN
Jest wykładowcą na Wydziale Zarządzania i Komunikacji Społecznej Uniwersytetu Jagiellońskiego.

Jest twórcą wideobloga Miasto ↔ Miasto, poświęconego tematyce samorządu i transformacji cyfrowej miast w Polsce.

## Wyróżnienia
- W 2017 roku otrzymał wyróżnienie w kategorii „Cyfrowa Osobowość roku 2017 w Polsce” przyznane przez Polską Izbę Informatyki i Telekomunikacji[13]
- W 2021 roku został uhonorowany specjalnym wyróżnieniem redakcji MIT Sloan Management Review Polska oraz ICAN Institute w kategorii „Odpowiedzialna Technologia – Mistrz Innowacyjnej Transformacji” za projekt transformacji miasta Bolesławiec w Smart City, polegający na wdrożeniu ekosystemu inteligentnych rozwiązań usprawniających zarządzanie infrastrukturą miejską[14].
- Laureat „Listy 100” za rok 2021, przyznawanej przez Szerokie Porozumienie na Rzecz Umiejętności Cyfrowych w Polsce, wyróżniającej osoby aktywnie przyczyniające się do rozwoju kompetencji cyfrowych w kraju[15].
- Nominowany w konkursie Smart City Awards 2024 w Kategorii Człowieka Roku 2024[16]